# Geoff Gaberino
Geoffrey „Geoff“ Steven Gaberino (* 18. Juli 1962 in Dallas, Texas) ist ein ehemaliger Schwimmer aus den Vereinigten Staaten, der eine olympische Goldmedaille gewann.

## Karriere
Geoff Gaberino besuchte die University of Florida und schloss 1988 sein Studium mit einem MBA ab. Bis zu seiner Graduierung 1984 gewann er mehrere Titel bei den Collegemeisterschaften der Vereinigten Staaten.
Bei den Olympischen Spielen 1984 in Los Angeles erreichte die 4-mal-200-Meter-Freistilstaffel mit Geoff Gaberino, David Larson, Bruce Hayes und Richard Saeger das Finale in der Weltrekordzeit von 7:18,87 Minuten. Im Endlauf verbesserten Michael Heath, David Larson, Jeff Float und Bruce Hayes den Weltrekord auf 7:15,69 Minuten und gewannen die Goldmedaille mit 0,04 Sekunden Vorsprung vor der Staffel aus der Bundesrepublik Deutschland. Neun Sekunden hinter diesen beiden Staffeln erhielten die Briten die Bronzemedaille. Gaberino und Saeger erhielten für ihren Vorlaufeinsatz ebenfalls eine Goldmedaille, diese Regelung wurde 1984 erstmals bei Olympischen Spielen angewendet.
Geoff Gaberino leitete später eine von ihm gegründete Anlage mit Ferienwohnungen in Alabama.